# Secret Chiefs 3
A Secret Chiefs 3 egy amerikai experimental rock zenekar, ami 1995-ben alakult meg San Franciscóban. Zenéjükben több elem vegyül: indiai zene, perzsa zene, surf rock, death metal, elektromos zene, filmzene, arab zene. Általában instrumentális dalokat játszanak. Az évek során számtalan tag megfordult az együttesben, magát a zenekart a Mr. Bungle és Faith No More gitárosa, Trey Spruance alapította.
A zenei változatosság és számtalan műfajjal való kísérletezés jellemzi.
2010-ben Magyarországon is felléptek, az A38 Hajón, a francia Fat32-vel és a szintén amerikai Congs for Brums-szal.

## Stúdióalbumok
- First Grand Constitution and Bylaws (1996)
- Second Grand Constitution and Bylaws: Hurqalya (1998)
- Book M (2001)
- Book of Horizons (2004)
- Path of Most Resistance (2007)
- Xaphan: Book of Angels Volume 9 (2008)
- Le Mani Destre Recise Degli Ultimi Uomini (2009)
- Satellite Supersonic Vol. 1 (2010)
- Book of Souls: Folio A (2013)
- Perichoresis (2014)

## Egyéb kiadványok
- Eyes of Flesh, Eyes of Flame (1999, DVD)
- Live at the Great American Music Hall (2009, DVD)